# Koloniale Tentoonstelling (Parijs, 1931)
De Koloniale Tentoonstelling van Parijs was een koloniale tentoonstelling die plaatsvond in Parijs van 6 mei tot 6 november 1931 rondom het Daumesnilmeer in het Bois de Vincennes in het oosten van de stad.
Het Franse koloniale rijk in West-Azië was aan het einde van de 19de eeuw behoorlijk uitgebreid. In oktober 1887 was Frans Indochina werd gevormd waar in 1893 ook Laos onder viel. Ook de invloed van Frankrijk in Noord-Afrika was uitgebreid. Na de Eerste Wereldoorlog waren ook de mandaatgebieden Syrië, Libanon, Togo en Kameroen toegevoegd aan het Franse koloniale gebied in Afrika.
Om aandacht te schenken aan de kolonies van Frankrijk en andere Europese mogendheden werd een koloniale tentoonstelling in het Bois de Vincennes in Parijs georganiseerd die de hele zomer van 1931 open was. Tussen 6 mei en 6 november bezochten acht miljoen bezoekers de tentoonstelling. Naast Frankrijk namen ook de Verenigde Staten en de Europese koloniale mogendheden Denemarken, België, Nederland, Italië en Portugal deel aan de tentoonstelling. 

## Nederlands-Indisch paviljoen

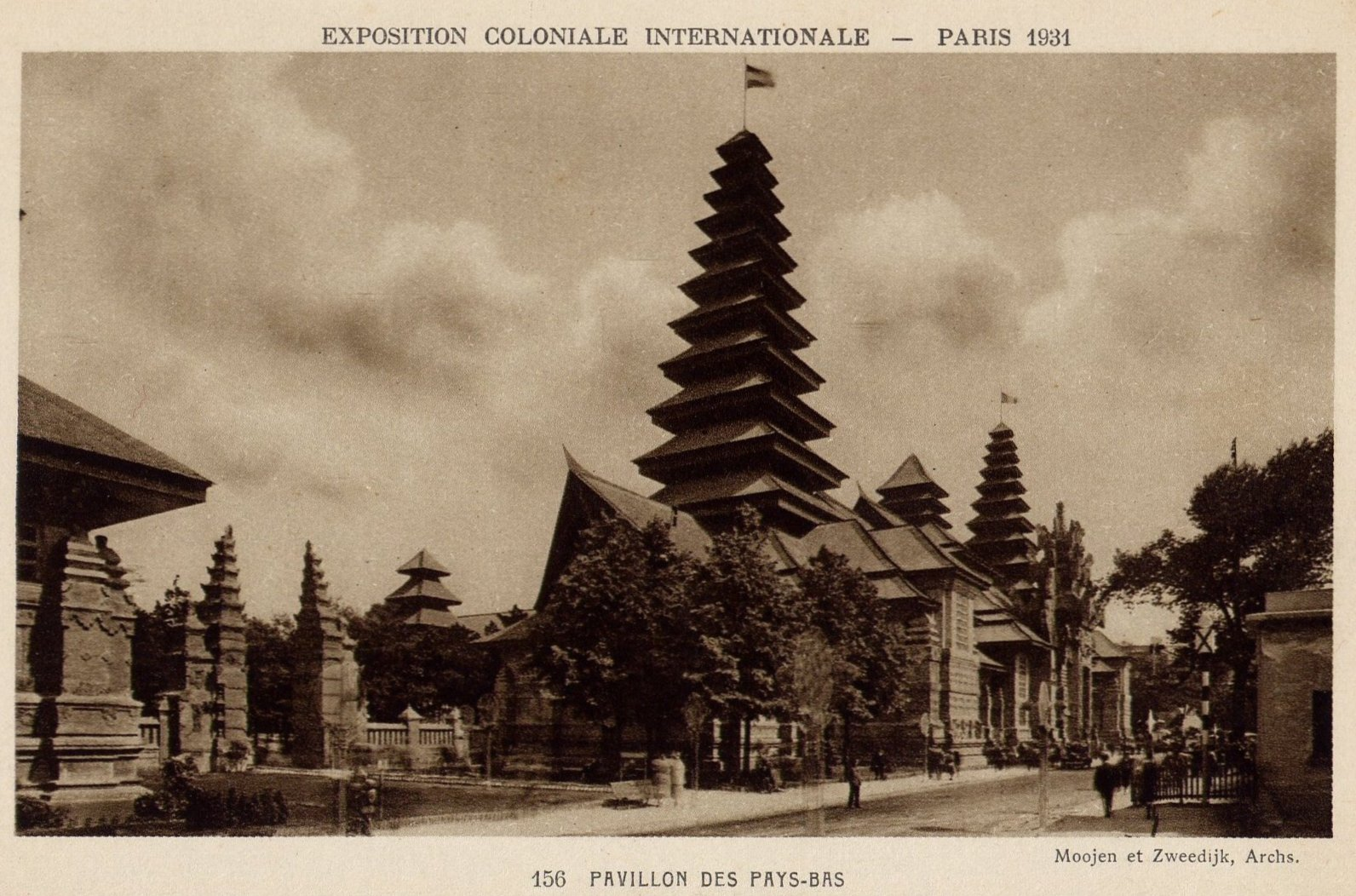
Het Nederlandse paviljoen

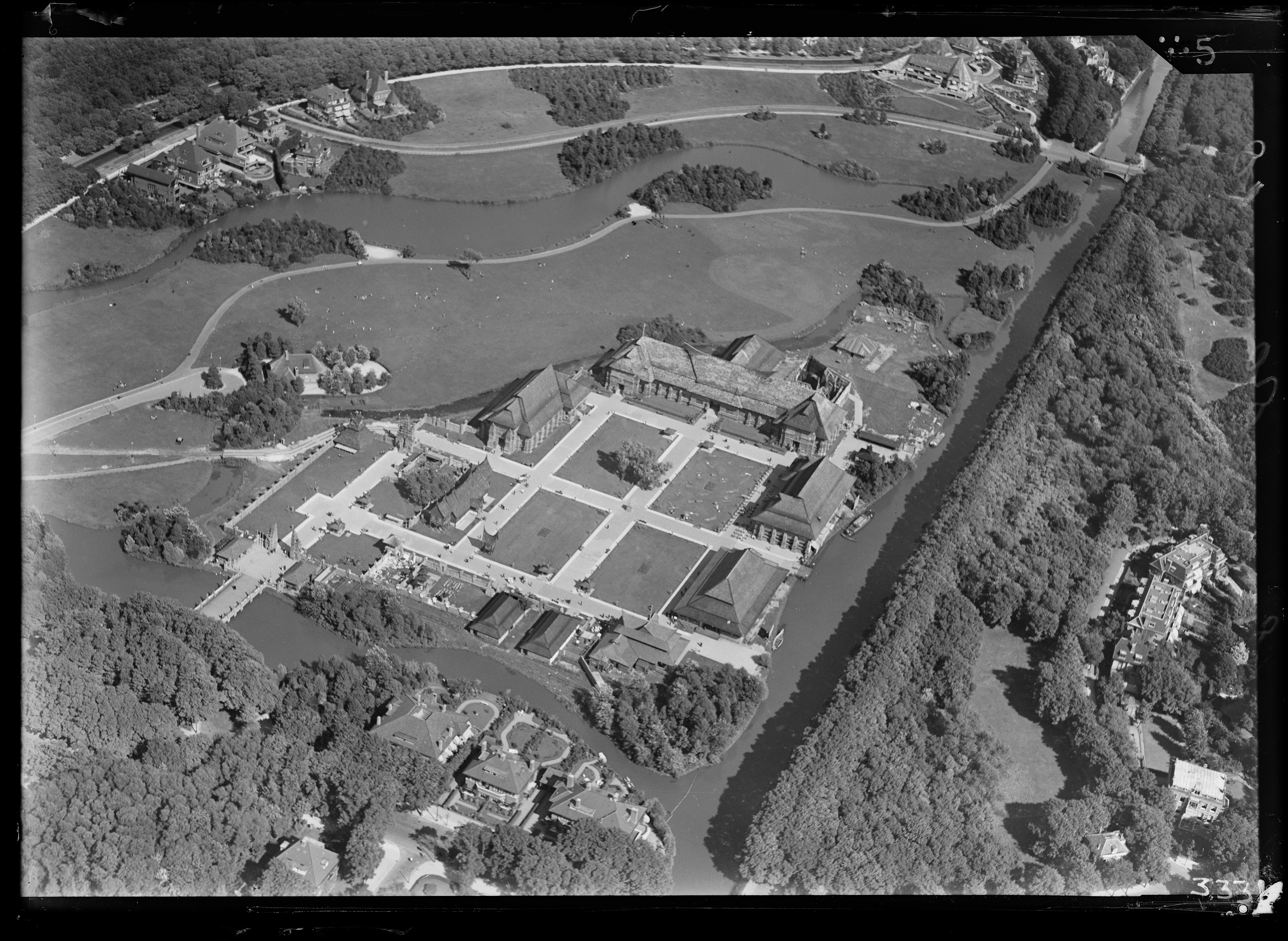
Luchtfoto van het Nederlands paviljoen opgesteld in het Westbroekpark in 1932

Nederland had op de tentoonstelling een Nederlands-Indisch paviljoen opgebouwd: het bestond uit een hoofdpaviljoen waar omheen een aantal kleinere paviljoens waren geplaatst. Het ontwerp van het paviljoen — een verzameling van verschillende Indische en Europese architectuurstijlen – was gemaakt door architect Willem Zweedijk geboren in Padang en werkzaam in Surabaya. Zweedijk had in 1929 de prijsvraag gewonnen die was uitgeschreven door de 'Algemene Commissie voor de Nederlandsche deelneming aan de Internationale Koloniale tentoonstelling Parijs 1931' voor het ontwerp van het Nederlands-Indisch paviljoen. Zweedijk begeleidde ook de bouw van het paviljoen in Parijs; hiervoor verhuisde hij tijdelijk van Nederlands-Indië naar Parijs.
Het dak van het hoofdpaviljoen was geïnspireerd op de huizen van Minangkabau. De granieten hoofdingang met versierselen waren afgietsels van Balinese tempels. De daktoren (die meer dan vijftig meter hoog was) kon door de bezoekers van het tentoonstellingsterrein al van veraf gezien worden. De pagodestructuur van deze toren heeft de gebruikelijke vorm van de meru, het hart van een Balinese tempel. 

Het nieuwe, op 18 augustus 1931 gereed gekomen, Nederlandse paviljoen.

Tijdens de tentoonstelling brak op 28 juni brand uit in het paviljoen. Het brandde volledig af. Daardoor gingen drie wandschilderingen van de Indische kunstenaar Charles Sayers verloren. Ook raakten verschillende tentoongestelde objecten beschadigd of volledig verloren. Daaronder waren onder andere meerdere werken van de Indische kunstschilder Raden Saleh. In korte tijd werd een nieuw paviljoen opgebouwd dat op 18 augustus gereedkwam. Sayers maakte een nieuwe versie van het paneel 'De hofreis van koning Hayam Wuruk' voor het herbouwde paviljoen.
Het paviljoen werd in 1932 in het Westbroekpark in Den Haag tentoongesteld. Het hoofdgebouw heeft in de jaren erna nog op diverse plaatsen in Den Haag gestaan.

### Balinese dans
Iedere dag voerde een dansgroep van vijftig Balinese dansers diverse dans- en zangoptredens op in het paviljoen. De productie stond onder leiding van Tjokorda Gde Rake Sukawati, toenmalig lid van de Volksraad van Nederlands-Indië. De dansgroep bestond uit 14 vrouwen en 32 mannen. Hieronder I Dewa Gede Raka in de rol van koning Erlangga, Jero Djandra in de rol van Patih, Cokorda Gede Rai Sajan als Pandoeng, en Ni Rimpeg, als Laroeng. De orkestleider van het gamelanorkest was I Dewa Gede Mandra (mogelijk Anak Agung Gde Mandera Erawan). De decorontwerpers waren Cokorda Agung en Cokorda Oka Tublen.
De dansgroep bracht een bezoek aan koningin Wilhelmina in Paleis het Loo, gaf optredens in het concertgebouw in Amsterdam, Rotterdam en het Gebouw voor Kunsten en Wetenschappen in Den Haag.  De pers en Nederlandse kunstenaars waren lovend. De groep kwam 12 juni aan in Parijs. De komst werd door de pers breed uitgemeten, ook omdat eerder op de internationale expositie van 1889 Javaanse dansers ook een succes waren. Op 19 juni volgde een optreden in de Élysée voor Paul Doumer de president van Frankrijk, vergezeld van de leden van de Nederlandse koninklijke familie. Op 25 juni vond de première plaats op de tentoonstelling voor genodigden waaronder diplomaten, schrijvers en Franse elite.

## Tegengeluiden
In april 1931 verscheen het pamflet 'Le veritable Guide de l'Exposition coloniale, l'oeuvre civilisatrice de la France magnifiée en quelques pages'. In een oplage van 500.000 exemplaren verhaalde het pamflet over de misstanden in verschillende Franse kolonies.  
In de maand voor de opening van de koloniale tentoonstelling publiceerden twaalf surrealisten het manifest 'Ne visitez pas l'exposition koloniale' als aanklacht tegen de koloniale tentoonstelling. Andre Breton, Louis Aragon, Paul Eluard, Benjamin Péret, Georges Sadoul, Pierre Unik, André Thirion, René Char, Maxime Alexandre, Yves Tanguy en Georges Malkine. 
Al jaren voor het begin van de koloniale tentoonstelling in Parijs werden door verschillende organisaties tegengeluiden tegen het kolonialistische imperialisme van Frankrijk geuit. Zo deed de in 1927 door de Komintern opgerichte 'Liga tegen imperialistische onderdrukking en voor koloniale onafhankelijkheid' een oproep voor het inrichten van een tegen-tentoonstelling. In juli 1931 werd de tegen-tentoonstelling La vérité sur les colonies geopend als aanklacht tegen de exploitatie van de Franse kolonies. Deze trok in acht maanden tijd vijfduizend bezoekers.